# Kim Myong-nam
Kim Myong-nam (* 8. Februar 1969) ist ein ehemaliger nordkoreanischer Gewichtheber.

## Biografie
Kim Myong-nam gewann bei den Asienspielen 1990 in Peking die Goldmedaille im Mittelgewicht. Zudem nahm er an den Olympischen Sommerspielen 1992 und 1996 teil. 1992 gewann er im Mittelgewicht die Bronzemedaille. Vier Jahre später in Atlanta gewann er im Leichtgewicht Silber. 
Bei den Weltmeisterschaften konnte Kim insgesamt 3 Gold-, 2 Silber- und 4 Bronzemedaillen gewinnen. 1991 wurde er Weltmeister im Zweikampf.